# Hijas de la Sabiduría
Las Hijas de la Sabiduría (en América Institutum Filiarum a Sapientia) conocidas también como Monfortianas, las iniciales de su organización son F.dLS (del francés Filles de la Sagesse ). es una institución religiosa de mujeres de derecho pontificio.

## Antecedentes históricos
La congregación de las Hijas de la Sabiduría fue fundada en 1703 en el hospital de Poitiers por Luis María Grignion de Montfort (1673 - 1716) y la beata Marie Louise Trichet (1684 -1759) para la evangelización de los pobres: el título deriva de la intención de Luis María Grignion de Montfort de establecer una familia religiosa consagrada a la sabiduría del Verbo encarnado en oposición a la "falsa sabiduría de la gente del mundo". Marie Louise Trichet tomó el hábito el 2 de febrero de 1709 y en 1714 se convirtió en la primera Hija de la Sabiduría.
El 1 de agosto de 1715, Etienne de Champflour, Obispo de La Rochelle, aprobó la institución que en ese momento tenía solamente cuatro hermanas las cuales dirigían una escuela en su ciudad natal y en 1732 el rey Luis XV de Francia concedió a las monjas las cartas de protección real. Después del período revolucionario, Napoleón Bonaparte aprobó a las Hijas de la Sabiduría el 15 de noviembre de 1853.
El instituto fue aprobado por el Papa Pío IX el 15 de noviembre de 1853 y sus Constituciones fueron aprobadas definitivamente por la Santa Sede el 10  de noviembre de 1904: De acuerdo con estas constituciones, el gobierno de la congregación pertenece al superior general de la Sociedad de María que además de ser promotora de la espiritualidad de Luis María Grignion de Montfort junto con la madre general de las Hijas de la Sabiduría tiene la tarea de convocar los capítulos y promulgar los decretos de las hermanas.
Luis María Grignion de Montfort fue beatificado el 22 de enero de 1888 por el Papa León XIII y fue proclamado santo por el Papa Pío XII el 20 de julio de 1947, mientras que Marie Louise Trichet fue beatificada por el Papa Juan Pablo II el 16 de mayo de 1993.

## Actividades y difusión
Las Hijas de la Sabiduría están dedicadas a la educación y la educación cristiana de los jóvenes y a la asistencia de los enfermos, especialmente los más pobres. A 31 de diciembre de 2005 , la congregación contaba a 2003 religiosos en 288 hogares. Están presentes en:
- Europa:

( Bélgica , Francia , Italia )
- África:

( República Democrática del Congo , Madagascar , Malawi )
- Asia:

( Filipinas , India , Indonesia )
- Las Américas:

( Argentina , Canadá , Colombia , Ecuador , Haití , Perú , Estados Unidos ) 
- Papúa Nueva Guinea
- Roma Allí se encuentra la sede general de la institución .[5]